# Seznam chráněných území v okrese Bratislava IV
Toto je seznam chráněných území v okrese Bratislava IV aktuální k roku 2017, ve kterém jsou uvedena chráněná území v oblasti okresu Bratislava IV.
| Kód  | Obrázek                            | Typ  | Název                   | Rozloha (ha) | Galerie Commons                                                | Popis území | Souřadnice                       |
| ---- | ---------------------------------- | ---- | ----------------------- | ------------ | -------------------------------------------------------------- | ----------- | -------------------------------- |
| 31   | Devínsky hrad a jeho Panenská věž  | NPP  | Devínská hradní skála   | 1,7000       | Kategorie „Devín Castle Rock“ na Wikimedia Commons             |             | 48°10′27″ s. š., 16°58′38″ v. d. |
| 32   | Devínská Kobyla od Dunaje          | NPR  | Devínská Kobyla         | 101,1157     | Kategorie „Devínska Kobyla“ na Wikimedia Commons               |             | 48°11′21″ s. š., 16°59′44″ v. d. |
| 789  | Devínska lesostep                  | PP   | Devínska lesostep       | 5,0966       |                                                                |             | 48°10′3″ s. š., 16°59′41″ v. d.  |
| 1072 | Soutok Moravy a Dunaje             | CHA  | Devínske alúvium Moravy | 253,1600     |                                                                |             | 48°15′14″ s. š., 16°57′19″ v. d. |
| 801  |                                    | PR   | Fialková dolina         | 20,5879      |                                                                |             |                                  |
| 1098 | Lesné diely                        | CHA  | Lesné diely             | 0,5250       | Kategorie „Lesné diely“ na Wikimedia Commons                   |             | 48°9′55″ s. š., 17°4′20″ v. d.   |
| 1206 | Cyklocesta v Pečnianskom lese      | CHA  | Pečniansky les          | 295,3500     |                                                                |             | 48°8′2″ s. š., 17°4′33″ v. d.    |
| 1209 | Sihoť, Karlova Ves                 | CHA  | Sihoť                   | 234,9100     |                                                                |             | 48°8′48″ s. š., 17°2′27″ v. d.   |
| 1185 | Devínske rameno a Slovanský ostrov | PR   | Slovanský ostrov        | 34,3772      | Kategorie „Slovanský ostrov (Bratislava)“ na Wikimedia Commons |             | 48°10′4″ s. š., 16°59′22″ v. d.  |
| 819  | Štokeravská vápenka                | PR   | Štokeravská vápenka     | 12,7085      | Kategorie „Štokeravská vápenka“ na Wikimedia Commons           |             | 48°12′6″ s. š., 17°0′14″ v. d.   |
| 1139 |                                    | CHKP | Vápenický potok         | 2,5161       |                                                                |             |                                  |